# Liguidi-Malguem
Liguidi-Malguem est une localité située dans le département de Koupéla de la province du Kouritenga dans la région Centre-Est au Burkina Faso. 

## Éducation et santé
Liguidi-Malguem possède deux écoles primaires publiques.